# Сперантова, Валентина Александровна
Валенти́на Алекса́ндровна Спера́нтова (11 [24] февраля 1904, Зарайск, Рязанская губерния — 7 января 1978 или 6 января 1978, Москва) — советская актриса театра и кино. Народная артистка СССР (1970).

## Биография

### Образование и актерская карьера
Валентина Сперантова родилась 11 (24) февраля 1904 года в Зарайске (ныне в Московской области), в многодетной семье Александра Дмитриевича Сперантова, секретаря уездного съезда. У неё было восемь братьев и сестёр.
Впервые вышла на сцену в Зарайске, в гимназическом театральном кружке, под руководством известного скульптора Анны Семёновны Голубкиной.  После революции спектакли кружка стали публичными, Валентину пригласили в труппу местного драматического театра. Среднее образование получила в Зарайске, сначала в гимназии, затем — в трудовой школе. Одноклассником был в будущем известный советский военный деятель Александр Николаевич Пономарёв.
Поступила во ВХУТЕМАС в Москве, но проучилась там недолго и поступила в только что открывшуюся театральную студию «Молодые мастера», ставшую впоследствии знаменитым ГИТИСом. В 1925 году окончила Государственный институт театрального искусства (ГИТИС).
С 1925 года — актриса Первого Государственного педагогического театра (с 1931 — Государственный Центральный театр юного зрителя (Госцентюз), ныне — Московский ТЮЗ).
В 1942—1944 годах — актриса фронтового театра ВТО.
С 1944 года — актриса Центрального детского театра (ныне Российский академический молодёжный театр). Сперантова — единственная в истории театра Народная артистка СССР.
За свою творческую жизнь создала 67 ролей в театре и 25 в кино. В кино — с 1953 года.
Принимала участие в озвучивании более 100 мультфильмов на студии «Союзмультфильм».
Неоднократно принимала участие в телевизионной программе «Спокойной ночи, малыши!». Создала большое количество образов на Всесоюзном радио, в том числе травести в «Пионерской зорьке».
Некоторое время преподавала в театральном училище.
Мария Кнебель вспоминала:
«Что бы и кого она ни играла – ребёнка ли, старуху ли, драматическую или комедийную роль – душевные запасы на всё были наготове. Казалось, дотронешься до её души, и сразу что-то откликнется живой, правдивой неожиданностью». 

### Смерть

Могила Валентины Сперантовой

Скончалась в Москве от острой сердечной недостаточности 7 января 1978 года (по другим источникам — 6 января). Похоронена в Москве на Новодевичьем кладбище (участок № 6) рядом с вторым мужем.

## Семья
Отец — Александр Дмитриевич Сперантов (? — 1914), уездный секретарь.
Мать — Матрёна Федосеевна Сперантова.
Первый муж — Николай Гусельников, строитель.
- Дочь — Оксана Николаевна Гусельникова.

Второй муж (с 1934 по 1964) — Михаил Семёнович Никонов (14 (27).10.1911—13.01.1964), театральный деятель, окончил театроведческий факультет ГИТИСа. Ответственный секретарь секции культуры Моссовета (1932-37), зам. директора Театра имени Вс. Мейерхольда. (1937-38), директор моск. театров: Госцентюза (1938-41), Т-ра им. Ермоловой (1945-50), Сатиры (1950-56), Моссовета (1957-64). Похоронен в Москве на Новодевичьем кладбище (участок № 6).
- Дочь — Наталья Михайловна Никонова (1940—1996), актриса, в 1962 году окончила Школу-студию МХАТ (курс Г. А. Герасимова и А. М. Карева), с 1962 по 1988 годы работала в труппе Театра на Малой Бронной. Дебютировала в кино небольшой ролью доярки Ксюши в фильме «Половодье» в 1962 году. Трагически погибла 7 декабря 1996 года (в состоянии алкогольного опьянения сгорела у себя в квартире вместе с третьим супругом)[7].
  - Внучка — Валентина

Племянница — Елена Юрьевна Миллиоти (род. 1937), актриса МХАТ (1959-1962), театра «Современник» с 1962 года. Заслуженная артистка РСФСР (1980). Вдова Геннадия Алексеевича Фролова (1937—2019). Дочь — Дарья Фролова (род. 1974), актриса театра «Современник», актриса дубляжа.

## Награды и звания
- Заслуженная артистка РСФСР (1946)
- Народная артистка РСФСР (1950)
- Народная артистка СССР (1970)
- Государственная премия РСФСР имени Н. К. Крупской (1974) — за исполнение ролей в спектаклях «Звоните и приезжайте» и «Обратный адрес» А. Г. Алексина
- Орден Трудового Красного Знамени
- Орден «Знак Почёта»
- Медаль «За доблестный труд в Великой Отечественной войне 1941—1945 гг.»
- Медаль «В память 800-летия Москвы»

## Творчество

### Госцентюз
- 1925 — Джо Гарпер («Том Сойер» Н. Векстерн и И. Романовского по М. Твену)
- 1925 — Серёга («Самолёт» Б. Никифорова)
- 1926 — Нинка-Хромушка («Колька Ступин» С. Ауслендера и А. Солодовникова)
- 1927 — Ши Тао («Жёлтая собака» С. Маккавеева)
- 1927 — Ягнёнок, Жена сапожника («Басни» И. Крылова)
- 1928 — Дуняшка («Женитьба» Н. Гоголя)
- 1928 — Немецкий пионер («Так держать» А. Иркутова)
- 1928 — Егорка («Чёрный Яр» А. Афиногенова)
- 1929 — Франька («Так было» А. Бруштейн)
- 1929 — Ахмет («Винтовка № 492116» А. Крона)
- 1930 — Мишка («Пороги» А. Афиногенова)
- 1931 — Франуэль («Чемодан Коауса Хитльснера» В. Курдюмова)
- 1932 — Бьятта («Джордано Бруно» Т. Голицыной)
- 1932 — Липочка («Свои люди — сочтёмся» А. Островского)
- 1932 — Мишка («Ровесники» В. Курдюмова)
- 1934 — Птаха («Клад» Е. Шварца)
- 1935 — Геальмар («Сказки Андерсена» В. Смирновой)
- 1936 — Степок («Бежин Буг» А. Ржешевского)
- 1937 — Дочь мельника («Русалка» А. Пушкина)
- 1938 — Том Кенти («Том Кенти» С. Михалкова по роману М. Твену «Принц и нищий»)
- 1938 — Ёлочка («Совершеннолетие» В. Любимовой)
- 1939 — Машутка («Ломоносов» М. Сизовой)
- 1939 — Лиза («Горе от ума» А. Грибоедова)
- 1940 — Панюшка («Единая боевая» А. Бруштейн)
- 1941 — Ганька («Дом № 5» И. Штока)

### Центральный детский театр
- 1944 — Лена («Далёкий край» Е. Шварца)
- 1944 — Герда («Снежная королева» Е. Шварца)
- 1945 — Ваня Солнцев («Сын полка» по В. Катаеву)
- 1947 — Шура Бадейкин («Красный галстук» С. Михалкова)
- 1948 — Кей («Снежная королева» Е. Шварца)
- 1949 — Митя («Дубровский» Н. Волкова)
- 1949 — Анна Григорьевна («Её друзья» В. Розова)
- 1951 — Володя Дубинин («Володя Дубинин» В. Гольдфельда (по повести «Улица младшего сына» Л. Кассиля и М. Поляновского)
- 1951 — Княгиня Тугоуховская («Горе от ума» А. Грибоедова)
- 1952 — Коробочка («Мёртвые души» Н. Гоголя)
- 1952 — Кордула, жена скрипача («Волынщик из Страконице» И. Тыла)
- 1953 — Кукушкина («Доходное место» А. Островского)
- 1955 — Чиполлино («Приключения Чиполлино» С. Богомазова и З. Потаповой по Дж. Родари)
- 1956 — Миссис Корни («Оливер Твист» Д. Альмара по Ч. Диккенсу)
- 1957 — Клавдия Васильевна Савина («В поисках радости» В. Розова)
- 1958 — Миссис Гарпер («Том Сойер» Н. Векстерн и И. Романовского по М. Твену)
- 1960 — Ольга Петровна Шилова («Неравный бой» В. Розова)
- 1960 — Мария Александровна Ульянова («Семья» И. Попова)
- 1960 — Тётя Дуся («Бывшие мальчики» Н. Ивантер)
- 1962 — Старушка (Волшебница) («Цветик-семицветик» В. Катаева)
- 1962 — Мария Леонтьевна («Пристань „Кувшинка“» Г. Карпенко)
- 1962 — Мария Ивановна («Перед ужином» В. Розова)
- 1963 — Анфиса Петровна, бабушка Вани («Один страшный день» Ю. Сотника)
- 1963 — Фёкла Ивановна («Женитьба» Н. Гоголя)
- 1964 — Тихоновна («Чудеса в полдень» Г. Мамлина)
- 1965 — Василиса Фёдоровна, завуч («Гусиное перо» С. Лунгина и И. Нусинова)
- 1965 — Старуха Ставен («Дух Фландрии» А. Ладынина)
- 1965 — Мария Александровна Ульянова («Начало пути» П. Вернадского)
- 1965 — Баба («Сказки» С. Маршака)
- 1966 — Старуха («Сказки» А. Пушкина)
- 1967 — Мать Павки («Как закалялась сталь» Г. Печникова по Н. А. Островскому)
- 1967 — Марья, крестьянка («Любовь Яровая» К. Тренёва)
- 1967 — Мать («Карусель» по сказке С. Маршака)
- 1967 — Орлова Мария Андреевна, старая учитеальница («Традиционный сбор» В. Розова)
- 1969 — Бабушка («Девочка и апрель» Т. Ян)
- 1969 — Мария Александровна Ульянова («Удивительный год» по М. Прилежаевой)
- 1971 — Бабушка («Обратный адрес» А. Алексина)
- 1971 — Бабушка («Снежная королева» Е. Шварца)
- 1973 — Бабушка («Звоните и приезжайте» А. Алексина)
- 1974 — Бабушка Вера («Молодая гвардия» А. Алексина)
- 1977 — Директор школы («Последняя четверть» Н. Воронова и А. Горюнова)

### Режиссёрские работы в театре
- 1957 — «Сомбреро» С. Михалкова (совместно с А. Некрасовой).

### Роли в кино
- 1953 — Алёша Птицын вырабатывает характер — Сима
- 1960 — Шумный день — Клавдия Васильевна Савина
- 1961 — Любушка — Адель Максимовна
- 1965 — Последний месяц осени — мать
- 1966 — Два билета на дневной сеанс — Евдокия Фёдоровна Лебедянская
- 1966 — Серая болезнь — актриса
- 1967 — Рядом с вами — Нина Ивановна, соседка Кати по квартире
- 1968 — Случай из следственной практики — мать Валентина Макарцева
- 1968 — Полчаса на чудеса (новелла из одноимённого киноальманаха) — бабушка Лида
- 1968 — Служили два товарища — эпизод
- 1969 — Весёлое волшебство — Акулина Ивановна, Баба Яга
- 1971 — Мировой парень — Дороти Паркер
- 1972 — За всё в ответе — Елизавета Фёдоровна Орлова
- 1972 — Большая перемена — тётя Глаша, уборщица
- 1973 — Дед левого крайнего — Юлия Петровна
- 1973 — Письмо из юности — Назариха
- 1974 — Какая у вас улыбка — баба Варя
- 1974 — Три дня в Москве — бабушка
- 1975 — Такая короткая долгая жизнь — тётя Дуся Игнатьева
- 1976 — Долгое путешествие к морю — Старушка
- 1976 — Длинное, длинное дело — покупательница порошка
- 1976 — Ералаш (выпуск 8, сюжет «Футбольный мяч») — бабушка (нет в титрах)
- 1977 — Доброта — Прасковья Васильевна, бабушка Щукина
- 1977 — Когда рядом мужчина — Александра Александровна

### Озвучивание мультфильмов
- 1947 — Конёк-Горбунок — Иванушка-дурачок
- 1948 — Федя Зайцев
- 1948 — Новогодняя ночь — Новый год
- 1951 — Таёжная сказка — дятел
- 1951 — Сказка о мёртвой царевне и о семи богатырях — Месяц
- 1952 — Зай и Чик — игрушечный милиционер / ванька-встанька
- 1953 — Братья Лю — мать
- 1953 — Полёт на Луну — Сэнди Робинсон
- 1954 — Золотая антилопа — мальчик
- 1955 — Атлантическая повесть (художественный)
- 1955 — Заколдованный мальчик — Нильс
- 1956 — Палка выручалка — мальчик Мараш
- 1956 — Приключения Мурзилки — Петя
- 1957 — Опять двойка — Коля
- 1958 — Петя и Красная Шапочка — Петя / бабушка
- 1958 — Сказка о Мальчише-Кибальчише — Мальчиш-Кибальчиш / Мальчиш-Плохиш
- 1958 — Тайна далёкого острова — Петя
- 1959 — День рождения — мальчик
- 1960 — Человечка нарисовал я — Федя
- 1960 — Золотое пёрышко — мальчик
- 1964 — Дядя Стёпа — милиционер — пионер-рассказчик
- 1965 — Приключения запятой и точки — Борис Иванов / учительница Анна Петровна
- 1965 — Где я его видел? — пожарный
- 1966 — Главный Звёздный — старший мальчик
- 1966 — Самый, самый, самый, самый — юный львёнок
- 1968 — Орлёнок — Василий Степанов, трубач

### Архивные кадры
- 2008 — Игра для уха. Мастера радиотеатра (документальный)

## Память

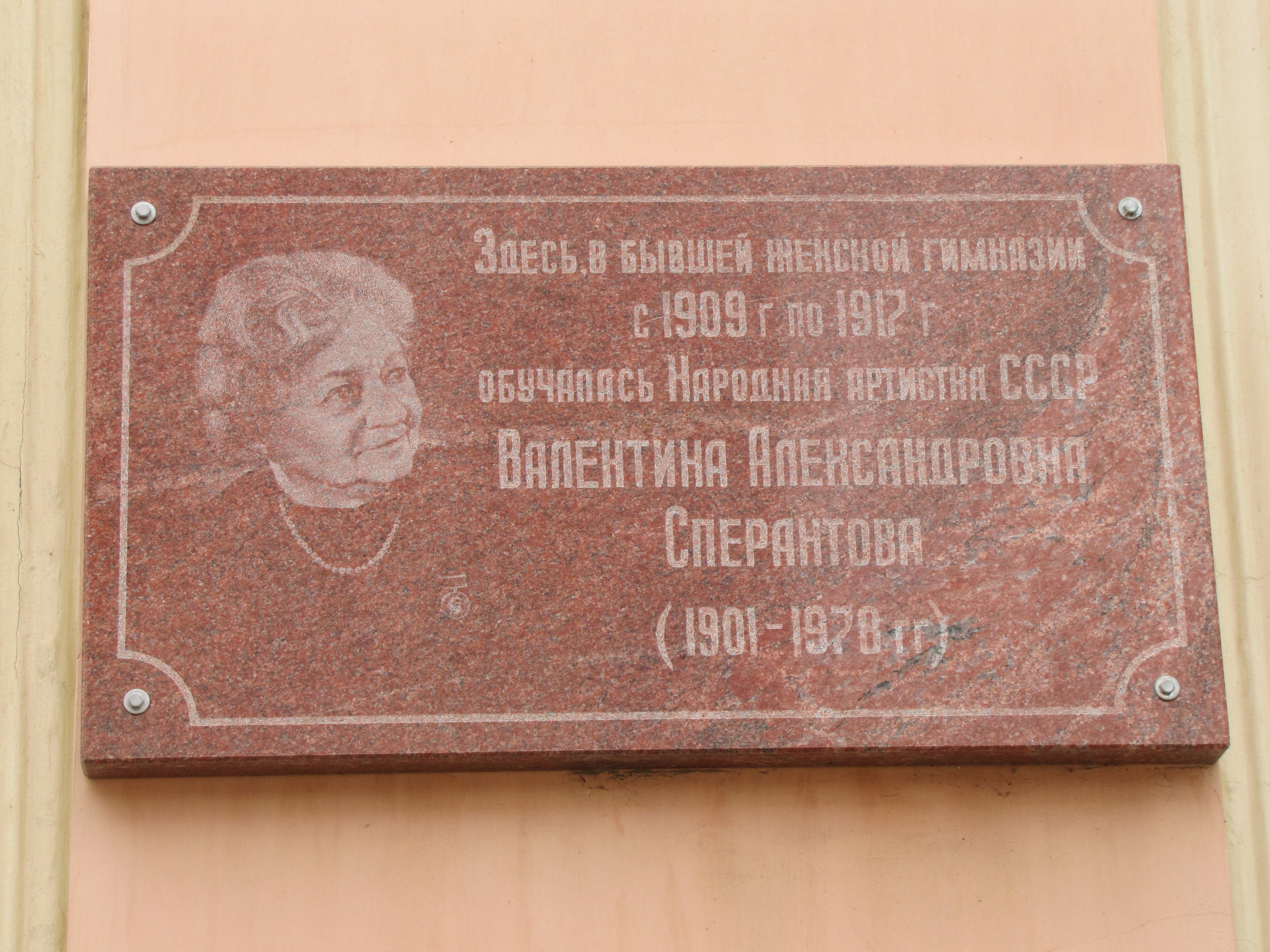
Мемориальная доска памяти В. А. Сперантовой на доме № 36 по ул. Карла Маркса в Зарайске

- Память о В. А. Сперантовой увековечена мемориальной доской в Зарайске на доме № 36 по ул. Карла Маркса, где ранее была женская гимназия, в которой с 1909 по 1917 годы училась Сперантова

## Фильмография
- «Мастера искусств — детям. Валентина Сперантова. К 50-летию работы актрисы в театре» (ЦТ СССР, 1975)
- «Пароль — Валентина Сперантова» («Культура», 2004)[8]
- «Короли эпизода. Валентина Сперантова» («ТВ Центр», 2015)[9]
- «Тайны кино»: «Валентина Сперантова, Мария Виноградова, Лидия Князева» («Москва Доверие», 2022)[10]